# Синтез (завод, Курган)
ОАО «Синтез» (Открытое акционерное общество «Акционерное Курганское общество медицинских препаратов и изделий «Синтез») — одно из крупнейших фармацевтических предприятий России, выпускает активные фармацевтические субстанции, готовые лекарственные формы, ветеринарные препараты, медицинские изделия из полимерных материалов. Завод является лидером по производству антибиотиков в России, около 35 % лекарственных средств выпускается по полному циклу из собственных фармацевтических субстанций. Является частью фармацевтической компании «Биннофарм Групп».

## История
«Курганский завод медпрепаратов» изначально создавали как производителя антибиотиков для заводов. Первая продукция — это биомицин. 15 сентября 1958 года засеян первый посевной аппарат, а к 7 ноября получены первые килограммы биомицина. Инженерами и специалистами стали выпускники Ленинградского химико-фармацевтического института, Московского института тонкой химической технологии и других ВУЗов страны.
К 1959 году освоено производство витамина В12, первых в СССР антибиотиков для ветеринарии — биовитина, биовита-40, и производство стимулятора роста для растений гиббереллина. В 1962 году начат выпуск таблетированных препаратов. В 1965 году освоено производство противогрибкового препарата трихотецин. В последующее время Курганский завод широкими темпами развивал производство антибиотиков.
К 1973 году завод обрел своё нынешнее название — «Синтез». В 1987 году запущено производство эндокринных препаратов (инсулин, гепарин), освоен регулируемый биосинтез феноксиметилпенициллина, эритромицина и витамина В12, внедрена новая технология получения ампициллина тригидрата.
19 июля 1983 года за значительные успехи «Синтеза» в освоении новых препаратов комбинат был награждён орденом «Знак Почёта».
С 1988 года комбинат работает на основе полного хозрасчёта.
В советский период построено более 30 жилых домов, 5 детских дошкольных учреждений, 5 общежитий, спортивный комплекс, пионерский лагерь «Космос», заводской профилакторий и клуб
30 декабря 1992 года прошло акционирование комбината, который стал называться «Акционерное Курганское общество медицинских препаратов и изделий „Синтез“». С середины 1990-х комбинат начинает выпускать таблетки, капсулы, ампулы, мази, глазные капли. Номенклатура увеличилась с 40 до 200 наименований.
В 2003 году создана управляющая компания «Фарм-Центр».
В середине 2000-х годов комбинат спонсировал мужской волейбольный клуб «Синтез» (Курган), который выступал во второй по силe лиге российского волейбола.
В 2005 году произошли изменения в составе акционеров ОАО "АКО «Синтез» — основным акционером стал крупнейший российский дистрибьютор фармацевтического рынка ЗАО «СИА Интернейшнл ЛТД», находящийся с 1993 года под управлением ее основателя Игоря Феликсовича Рудинского.
В 2012 году комбинат имел более 3000 работающих и занимал площадь в 67 га.
В 2014 году находящийся в федеральной собственности пакет акций ОАО «Синтез» (32,4 %) передан в качестве имущественного взноса Российской Федерации государственной корпорации «Ростех». Это позволило ГК «Ростех» консолидировать активы в ОАО «Национальная иммунобиологическая компания» (дочернее общество ГК «Ростех»).
В феврале 2017 года доли ЗАО «СИА Интернейшнл ЛТД» наследников Рудинского выкупил российский предприниматель, акционер инвестиционной компании Marathon Group/Марафон Групп Александр Винокуров.
В августе 2019 года акционером «Синтеза» стало ПАО АФК «Система» (46,5 % акций), остальные крупные акционеры: АО «Нацимбио» госкорпорации Ростех (32,38 %), Национальный расчетный депозитарий (13,68 %) и четыре физических лица (24,9 %).
В 2020 году после объединения фармацевтических активов ПАО АФК «Система» стала частью компании «Биннофарм Групп».
В июне 2020 года завод расширил мощности по производству препарата гидроксихлорохин, который рекомендован Минздравом РФ для лечения коронавирусной инфекции COVID-19. Теперь гидроксихлорохин может производиться как на площадке ЗАО «Биоком» (дочерняя компания "Синтеза, владеет регистрационным удостоверением на препарат) в Ставрополе, так и на заводе самого «Синтеза» в Кургане. Суммарно эти два завода могут выпускать до 300 тыс. упаковок «Гидроксихлорохина» в неделю.

## Показатели
Чистая прибыль завода по итогам 2017 года составила 1 млрд 60 млн рублей. По сравнению с 2016 годом, это в полтора раза больше. Годовая выручка компании достигла 7 млрд 260 млн рублей (рост на 7,6 %). Всего за 2017 год комбинат выпустил около 300 млн единиц продукции. Продажи безрецептурных препаратов выросли на 22 %. Увеличены экспортные контракты в Казахстане, появились прямые поставки в Узбекистан. В результате в 2017 году экспортная выручка выросла на 6 %. Заводом совместно владели «Ростех» и группа компаний «Марафон Фарма» (входит в состав инвестиционной компании Marathon Group/Марафон Групп).
В 2019 году рост выручки ОАО «Синтез» составил 24% и достиг 10,6 млрд руб.
Выручка ОАО «Синтез» за 2020 год по РСБУ превысила 13 млрд руб., увеличившись по сравнению с 2019-м на 42%.

## Руководители

### Директор
- Зайцев Г. П.
- Кравченко Б. Ф.
- Телегин Л. П.
- 1967—1996 — Пестов, Борис Васильевич

### Генеральный директор
- Апрель 1996 года — сентябрь 2004 года Пшеничников, Виталий Георгиевич

### Управляющая организация
- С 2003/2004 — управляющая компания «Фарм-Центр»
- С 5 ноября 2009 года — ЗАО «Фарм-Центр» (с 24 октября 2017 года — АО «Фарм-Центр»)

#### Исполнительный директор
- Сентябрь 2004 — февраль 2016 — Пшеничников, Виталий Георгиевич
- Февраль 2016 — январь 2017 — Чекалов, Алексей Валерьевич
- январь — май 2017 — Загорский, Андрей Юрьевич[10][11]
- С мая 2017 года — Жоров, Борис Михайлович

#### Президент
- С апреля 2020 года — Муратов, Рустем Булатович

## Интересные факты
Часть товарной продукции имеет в торговом названии дополнение АКОС. Например: Амитриптилин-АКОС, Ацикловир-АКОС, Валацикловир-АКОС, Винпоцетин-АКОС, Гентамицин-АКОС, Диклофенак-АКОС, Каптоприл-АКОС, Левомицетин-АКОС, Линкомицин-АКОС, Метронидазол-АКОС,
Кетопрофен-АКОС, Пефлоксацин-АКОС, Ранитидин-АКОС, Таурин-АКОС, Тетрациклин-АКОС, Тимолол-АКОС, Фамотидин-АКОС, Хондроитин-АКОС, Цефазолин-АКОС, Цефтазидим-АКОС, Ципрофлоксацин-АКОС.